# 秋白鮭
秋白鮭（学名：Coregonus autumnalis），又名凹目白鲑，是輻鰭魚綱鮭形目鮭科的其中一種。

## 分布
本魚分布於北极圈内的俄羅斯西伯利亚部分地区、美國阿拉斯加州、加拿大、英國、爱尔兰等地，並引入哈薩克及捷克。

## 特徵
本魚體型修長，口部端位且在第一鰓弓上有41到48個鰓耙，背鰭非常高與些微鐮刀狀；腹鰭有腋窩的突起，腹鰭灰白或無色，尾鰭深叉。體為銀白色，背部為黑色。體長可達65公分。

## 生態
本魚為洄游性魚類，主要棲息海灣、潟湖、河口半鹹水域的表層，屬肉食性，以甲殼類、蠕蟲、蛤、魚類等為食，繁殖期時會由入河川中的淺灘產卵。

## 經濟利用
為具經濟價值的食用魚。